# Prema Gopalan
Prema Gopalan (Pune, 1955/1958 – Pune, 29 marzo 2022) è stata un'attivista indiana.
Nel 1984 ha co-fondato la Society for the Promotion of Area Resource Centers (SPARC). Successivamente, ha fondato e diretto per oltre vent'anni Swayam Shikshan Prayog (SSP), un'organizzazione che sostiene le donne rurali povere in iniziative imprenditoriali. È nota anche per il suo lavoro di soccorso in caso di disastri in Bihar, Gujarat, Kerala, Maharashtra e Tamil Nadu. Gopalan ha ricevuto riconoscimenti dalla Convenzione quadro delle Nazioni Unite sui cambiamenti climatici e dal Programma delle Nazioni Unite per lo sviluppo. È deceduta a Pune il 29 marzo 2022 all'età di 66 anni, dopo una breve malattia.

## Primi anni di vita
Prema Gopalan è nata a Pune, in India. Ha conseguito un Master nel campo del servizio sociale e ha completato un dottorato in sociologia e metodologia della ricerca.

## Carriera
Prema Gopalan ha co-fondato SPARC (Society for the Promotion of Area Resource Centers) con Sheela Patel nel 1984. Nel 1993 ha avviato SSP (Swayam Shikshan Prayog), con l'obiettivo di mettere le donne povere delle aree rurali al centro di metodi decentralizzati e democratici di autogestione. L'SSP ha operato come una rete di educazione autonoma all'interno di SPARC fino a quando, in collaborazione con il governo del Maharashtra, ha progettato e implementato una vasta strategia di partecipazione comunitaria in 1200 villaggi nelle zone terremotate di Latur e Osmanabad. Gopalan ha anche lavorato in interventi di soccorso in seguito al terremoto del Gujarat del 2001, al terremoto e tsunami dell'Oceano Indiano del 2004 e alle inondazioni in Bihar e Kerala. L'SSP, infine, ha aiutato le donne imprenditrici a avviare attività in queste zone colpite.

## Premi e riconoscimenti
Gopalan è stata nominata Ashoka Fellow e Synergos Fellow. La Convenzione quadro delle Nazioni Unite sui cambiamenti climatici (UNFCCC) le ha conferito il Momentum for Change Award nel 2016 e l'anno successivo ha vinto l'Equator Prize del Programma delle Nazioni Unite per lo sviluppo (UNDP). Nel 2018, la Schwab Foundation for Social Entrepreneurship le ha assegnato il premio Social Entrepreneur of the Year.